# Serbo-Slobidka, Iemilciîne
Serbo-Slobidka (în ucraineană Сербо-Слобідка) este localitatea de reședință a comunei Serbo-Slobidka din raionul Iemilciîne, regiunea Jîtomîr, Ucraina.

## Demografie
Componența lingvistică a localității Serbo-Slobidka
     Ucraineană (98,46%)
     Rusă (1,34%)
Conform recensământului din 2001, majoritatea populației localității Serbo-Slobidka era vorbitoare de ucraineană (98,46%), existând în minoritate și vorbitori de rusă (1,34%).